# 니노미야 카즈나리
니노미야 카즈나리(二宮和也, 1983년 6월 17일 ~ )는 일본의 가수, 배우이다. 아이돌 남성 그룹의 아라시의 멤버. 도쿄도 출신. 

## 약력
- 1996년
  - 6월 19일 자니즈 사무소 입소.
- 1997년
  - 7월, 《STAND BY ME》로 무대 첫 출연.[1].
- 1998년
  - 1월, TBS "설날 특별 기획·마쓰모토 세이초 원작의 《아마기고에》를 통해 드라마 첫 출연.[1]
- 1999년
  - 9월 15일 아라시 멤버로 데뷔.
  - 11월 3일 〈A·RA·SHI〉로 CD 데뷔.
- 2002년
  - 영화 《피칸☆치 LIFE IS HARD하지만 HAPPY》로 영화 첫 출연.
- 2003년
  - 영화 《푸른 불꽃》를 통해 영화 첫 단독 주연.[1] 감독의 니나가와 유키오는 "섬세한 좋은 연기를 보여줬다"라고 평가했다.[2]
- 2004년
  - 니나가와 무대 《시부야에서 멀리 떨어져》의 주역으로 발탁됐다.[1](첫 무대 주연)
- 2006년
  - 《철콘 근크리트》로 성우로써 첫 출연이자, 첫 주연.
  - 같은 해 영화 《이오지마에서 온 편지》로 할리우드 작품 첫 출연, 미국에서 높은 평가를 받았다. 또한, 할리우드 데뷔는 자니즈 사무소의 소속 탤런트 최초로 미국 아카데미상 후보·수상 작품에 출연한 일본의 아이돌 최초이다.[3] 또한, 이 영화는 LA 영화 비평가협회 작품상을 비롯하여, 2007년 제64회 골든글로브 시상식과 제79회 미국 아카데미 시상식에서 최우수 작품상 등 주요 부분에 후보 지명, 수상하였다.
  - 3월 22일에 방영된 TBS 스페셜 드라마 《조금은 보은을 할 수 있었는지》는 하시다상 수상.[4]
- 2007년
  - TBS 스페셜 드라마 《마라톤》으로 제62회 문화청 예술제 TV 부문 "방송 개인 상"을 수상. 국가(일본)에서 이 상을 배우에게 표창하는 것은 처음이다. 또한, 이 작품으로 2007년 9월도 월간 갤럭시상 "개인상"을 수상.[5]
- 2008년
  - TBS 연속 드라마 《유성의 인연》으로 제49회 몬테카를로 텔레비전 시상식의 "텔레비전 필름 부문"(남우주연상)에 노미네이트되었다.[6]
  - 미국의 방송사 CNN에서는 니노미야에 대해 "아직 세계적으로 이름은 알려지지 않았지만, 연기력이 있는 일본 배우 7인"에 선정하였다.[7]
- 2009년
  - 《유성의 인연》과 《DOOR TO DOOR~나는 뇌성 마비의 톱 세일즈맨》으로 제46회 갤럭시상 "개인상"을 수상.[8]
- 2011년
  - 후지 TV 연속 드라마 《프리터, 집을 사다》를 통해, "도쿄 드라마 어워드 2011" 남우주연상 수상.[9]
- 2016년
  - 일본 아카데미상에서 영화《어머니와 살면》으로 최우수 남우주연상을 수상.

- 2017년
  - NHK 제68회 홍백가합전 백조(백팀) 사회자 확정.
- 2018년
  - TBS 일요극장 《블랙페앙》으로 제22회 닛칸 스포츠 드라마 그랑프리 작품상 및 남우주연상 수상.
  - 영화 《검찰측의 죄인》으로 제43회 호치영화상 남우조연상 수상.
- 2019년
  - 1월 27일, 2021년 12월 31일부로 아라시로써의 활동중지 발표.
  - 영화 《검찰측의 죄인》으로 제61회 블루리본상 남우조연상 후보, 제42회 일본 아카데미상 우수 남우조연상 수상.
- 2020년
  - 영화 《아사다 가족》으로 바르샤바 국제 영화제 최우수 아시아 영화상(NETPAC상) 수상, 제43회 요코하마 영화제 남우주연상 수상.
- 2021년
  - 영화 《아사다 가족》으로 제63회 블루리본상 남우주연상 후보, 제44회 일본 아카데미상 우수 남우주연상 수상.
  - 팀 유튜브 채널 ‘쟈니노챤네루(니노미야 카즈나리, 나카마루 유이치, 야마다 료스케, 키쿠치 후마)’를 개설하여 일본 최단기간 구독자 200만 돌파를 기록.[10]

## 프로필
- 생일 : 1983년 (쇼와 58년) 6월 17일
- 출신지 : 도쿄도 가쓰시카구
- 학력 : 릿시샤 고등학교 (졸업)
- 취미 : 기타, 음악(작사, 작곡, 녹음), TV 게임외 다수의 게임(닌텐도 등), 야구, 피규어 수집, 이야기를 쓰는 것, 마술
- 좋아하는 음식 : 햄바그, 오코노미야키(일본풍 지짐), 몬자야키, 치즈 햄버그 스테이크, 메론소다, 메론 빵, 프렌치 프라이, 콘마요네즈빵
- 좋아하는 캐릭터 : 도라에몽(주니어 시절 방에 도라에몽 의자가 있었고, 사용하던 동전지갑이 도라에몽, 집안에 가득찬것이 도라에몽 비디오.만화책.게임)
- 좋아하는 가수 : 아라시
- 같은 아라시 멤버인 마츠모토 준에게 J라고 부른 명명자이다.

## 인물·에피소드
가족
- 부모님은 모두 조리사 면허를 소지하고 있어, 핫토리 영양 전문 학교의 교사를 맡고 있었기 때문에, 니노미야는 가정 요리에 불만이 없다고 발언하기도 했다.[11]. 반려 동물은 누나가 길거리에서 주워 온 프렌치 불독, 미니어처 닥스 훈트 2마리를 기르고 있다.[12]

연기
- 영화 《푸른불꽃》에서 대본을 현장에서 보지 않고 연기할 정도로 연기력이 뛰어난 배우로 평가를 받는다. 또한, 극작가 미타니 코키는 아라시가 출연한 즉흥 드라마의 니노미야의 역할을 실업자로 "니노미야는 가장 굴절감이 어울린다"라고 평했다.[13].

- 2005년 그의 할리우드 데뷔작인 영화 《이오지마에서 온 편지》의 오디션을 보았을 때, 이 영화의 감독인 클린트 이스트우드는 영화 《푸른불꽃》과 니노미야가 대본을 읽는 모습의 영상을 보고 "보기 드문 재능을 가진 배우" 라고 평하며, 당초 '시미즈 역'의 오디션을 보러온 니노미야를 캐스팅 하기 위해, 역할의 연령 등과 각본을 일부러 수정하기도 하였다.[14] 로스앤젤레스 타임스에서는 영화 "《이오지마에서 온 편지》로 할리우드 데뷔한 니노미야의 특집 기사를 게재했다.

음악
- 작사, 작곡 능력이 뛰어나며, 기타, 베이스 기타, 피아노, 드럼, 하모니카 등을 연주할 수 있는 등 음악적으로 뛰어난 역량을 가졌다.

취미·특기
- 문자를 쓸 때나, 기타를 칠 때에는 오른손을 쓰지만 왼손잡이이며, 쟈니스 주니어 시절에 킨키키즈의 콘서트에서 백턴을 하다 왼손이 작은 틈새에 끼는 바람에 손뼈를 골절, 손의 뼈가 잘게 부러져서 왼손으로 마이크를 2시간 이상 잡기 힘들다.

- 아라시의 멤버인 아이바 마사키와 친한 친구 사이이며, 아라시를 결성하기 전부터 니노아이 콤비(にのあいコンビ)라고 불렸다. 오노 사토시와도 절친한 사이고 아라시 내에서 오오미야SK(大宮SK)라는 소그룹을 결성하고 있기도 하다.

그 외
- 자타 공인의 게이머로 항상 게임기를 가지고 다닌다. 방송 내에서 밝히기를 "게임기를 7대 소유", "휴일은 13시간 정도 게임을 하겠다"라고 말하며[15], 또한 스스로를 "아키바 계였다"라고 말하고 있다.

- 연예인이 되기 전부터 다케우치 유코의 팬이였다. 1996년에 타케우치가 도모토 코이치와 함께 출연 한 드라마 《신 목요일의 괴담》의 "사이보그"를 보고 이후. 《세키구치 히로시의 도쿄 프렌드 파크 II》 (2007년 7월 2일 방송분.)에서 타케우치 유코의 출연작 드라마를 5편을 대답해라라는 질문에, TBS에서 방송된 드라마만을 5개의 술술 대답하였다.

## 수상 경력
- 제5회 닛칸 스포츠 드라마 그랑프리 가을 드라마 - 남우조연상 《한도쿠!!!》
- 제6회 닛칸 스포츠 드라마 그랑프리 겨울 드라마 - 남우조연상 《열혈적 중화 반점》
- 제8회 닛칸 스포츠 드라마 그랑프리 여름 드라마 - 남우조연상 《미나미군의 연인》
- 제60회 일본 방송 영화 예술 대상 방송 부문 - 우수 남우조연상 《상냥한 시간》
- 제15회 하시다 상 - 개인상 《조금은 은혜를 갚을 수 있었을까》
- 제61회 일본 방송 영화 예술 대상 방송 부문 - 우수 남우조연상 《조금은 은혜를 갚을 수 있었을까》
- 제62회 일본 방송 영화 예술 대상 방송 부문 - 우수 남우주연상 《삼가 아뢰옵니다, 아버님 & 말아톤》
- 제10회 닛칸 스포츠 드라마 그랑프리 - 남우주연상 《삼가 아뢰옵니다, 아버님》
- 제10회 닛칸 스포츠 드라마 그랑프리(겨울 드라마) - 남우주연상 《삼가 아뢰옵니다, 아버님》
- 제11회 닛칸 스포츠 드라마 그랑프리(여름 드라마) - 남우주연상 《야마다 타로 이야기》
- 제62회 문화청 예술제 상 TV부문 (방송 개인상) 《말아톤》
- 제45회 갤럭시상 - 장려상(개인상) 《말아톤》
- 제46회 갤럭시상 TV부문 (개인상) 《유성의 인연》, 《DOOR TO DOOR~나는 뇌성 마비의 톱 세일즈맨》
- 제59회 더 텔레비전 드라마 아카데미상 - 남우주연상 《유성의 인연》
- 제63회 일본 방송 영화 예술 대상 방송 부문 - 우수 남우주연상 《유성의 인연》
- 제12회 닛칸 스포츠 드라마 그랑프리(가을 드라마) - 남우주연상 《유성의 인연》
- 드라마 AWARD 2008 가을 - 좋아하는 배우상 《유성의 인연》
- 2010 Yahoo! JAPAN 영화 부문 - 남우주연상 《오오쿠》
- 도쿄 드라마 어워드 2011 - 남우주연상 《프리터, 집을 사다》
- 제67회 더 텔레비전 드라마 아카데미상 - 남우주연상 《프리터, 집을 사다》
- 제65회 일본 방송 영화 예술대상 방송부문 - 우수 남우주연상 《프리터, 집을 사다》
- 제14회 닛칸 스포츠 드라마 그랑프리 가을 드라마 - 남우주연상 《프리터, 집을 사다》
- 드라마 AWARD 2010 가을 - 좋아하는 배우상 《프리터, 집을 사다》
- 가장 큰 비스킷 스틱의 모자이크 아트 "기네스 세계 기록"
- 베스트 햄버그 사무라이 2015
- 제89회 키네마준보 베스트・텐 남우주연상《어머니와 살면》
- 제39회 일본 아카데미상 최우수 남우주연상《어머니와 살면》[16]

## 출연 작품
그룹의 활동에 대해서는 아라시를 참조하십시오.
※역할의 굵은 표시는 주연 작품.

### 영화
- 《피칸치 LIFE IS HARD 그래도 HAPPY》 (2002년, 제이스톰) - 온다 타쿠마 役
- 《푸른 불꽃》 (2003년, 도호) - 쿠시모리 슈이치 役
- 《피칸치 LIFE IS HARD 그래서 HAPPY》 (2004년, 제이스톰) - 온다 타쿠마 役
- 《이오지마에서 온 편지》 (2006년, 워너브라더스) - 사이고 役
- 《철콘 근크리트》 (2006년) - 쿠로 役 ※더빙
- 《황색눈물》 (2007년, 제이스톰) - 무라오카 에이스케 役
- 《헤븐스 도어》 (2009년, 아스믹 에이스) - 호스트 役 (특별 출연)
- 《오오쿠》 (2010년, 쇼치쿠/아스믹 에이스) - 미즈노 유노신 役
- 《간츠》 (2011년, 도호) - 쿠로노 케이 役
- 《간츠 - 퍼펙트 앤서》 (2011년, 도호) - 쿠로노 케이 役
- 《플래티나 데이터》 (2013년, 도호) - 카구라 류헤이 役
- 《피칸치 LIFE IS HARD 아마도 HAPPY》 (2014년, 제이스톰) - 온다 타쿠마 役
- 《암살교실》 (2015년, 도호) - 코로 센세(살선생님) 役 ※더빙
- 《어머니와 살면》 (2015년, 쇼치쿠) - 후쿠하라 코지 役 ※2016년 제 39회 일본 아카데미상 우수 남우주연상 수상
- 《암살교실: 졸업편》 (2016년, 도호) - 코로 센세(살선생님), 사신 役
- 《라스트 레시피: 기린의 혀의 기억》 (2017년, 도호) - 사사키 마코토 役
- 《검찰 측 죄인》 (2018년, 도호) - 오키노 케이치로 役 (공동 주연)
- 《아사다 가족》 (2020년, 도호) - 아사다 마사시 役

### 텔레비전 드라마

#### 연속 드라마
- 《해서는 안 돼요!》 (1998년 10월~12월, TBS) - 아오키 다이키 役
- 《위험한 방과후》 (1999년 4월 ~ 6월, 후지 TV) - 나츠키 카츠유키 役
- 《눈물을 닦고》 (2000년 10월~12월, 후지 TV) - 후치가미 켄타 役
- 《한도쿠》 (2001년 10월~12월, TBS) - 사카구치 노부 役
- 《열혈적 중화 반점》 (2003년 1월~3월, 후지 TV) - 나나미 켄타 役
- 《Stand Up!!》 (2003년 7월~9월, TBS) - 아사이 쇼헤이 役
- 《미나미 군의 연인》 (2004년 7월~9월, TV 아사히) - 미나미 스스무 役
- 《자상한 시간》 (2005년 1월~3월, 후지 TV) - 와쿠이 타쿠로 役
- 《삼가 아뢰옵니다, 아버님》 (2007년 1월~3월, 후지 TV) - 타와라 잇페이 役
- 《야마다 타로 이야기》 (2007년 7월~9월, TBS) - 야마다 타로 役
- 《유성의 인연》 (2008년 10월~12월, TBS) - 아리아케 코이치 役
- 《프리터, 집을 사다》 (2010년 10월~12월, 후지 TV) - 타케 세이지 役
- 《약해도 이길 수 있습니다~아오시 선생님과 풋내기 고교 야구 선수의 야망~》 (2014년 4월~6월, NTV) - 타모 아오시 役
- 《블랙페앙》 (2018년 4월~6월, TBS) - 토카이 세이시로 役

#### 스페셜 드라마·게스트 출연
- 《"설날 특별 기획·마츠모토 세이초 "아마기고에"》 (1998년, TBS) - 니시우라 타요시(소년기) 役
- 《26일 밤의 참배》 (1998년, TBS) - 오키타 아키마사 고쵸 役 (회상 장면)
- 《열혈 연애도 제1화 "case1 : 궁수 자리의 O형 BOY"》 (1999년, NTV) - 콘도 토시야 役
- 《V의 폭풍우》 (1999년, 후지 TV) - 니노미야 카즈나리 役
- 《무서운 일요일 제8회 "여기이였는가?"》 (1999년, NTV) - 주연
- 《마왕 제1화》 (2008년, TBS) - 쿠마다 마사요시 役 (우정 출연)
- 《조금은 은혜를 갚을 수 있었을까》 (2006년, TBS) - 키타하라 카즈노리 役
- 《말아톤》 (2007년, TBS) - 미야타 쇼타로 役
- 《봄 스페셜 드라마 "DOOR TO DOOR~나는 뇌성 마비의 톱 세일즈맨"》 (2009년, TBS) - 쿠라사와 히데오 役
- 《JNN 50주년 기념 드라마 "천국에서 너를 만날 수 있으면"》 (2009년, TBS) - 노노가미 준이치 役
- 《신춘 스페셜 드라마 "최후의 약속"》 (2010년, 후지 TV) - 야마기와 슈지 役
- 《여름의 사랑은 무지개색으로 빛난다》 (2010년, 후지 TV) - (우정 출연)
- 《프리터, 집을 사다 스페셜》 (2011년, 후지 TV) - 타케 세이지 役
- 《24시간 TV 스페셜 드라마 "휠체어로 나는 하늘을 난다"》 (2012년, NTV) - 하세베 야스유키 役
- 《오리엔트 특급 살인사건》 (2015년, 후지TV) - 마쿠우치 헤이타 役
- 《붉은 송사리》 (2015년, TBS) - 타테카와 단슌 役
- 《도련님》 (2016년, 후지TV) - 도련님 役

### 연극
- 《Stand by Me》 (1997년) - 크리스 役
- 《쟈니즈 판타지 "KYO TO KYO"》 (1997년)
- 《시부야에서 멀리 떨어져》 (2004년) - 나오야 役
- 《이유 없는 반항》 (2005년) - 짐 役
- 《낯선 승객》 (2009년) - 브루노 役

## 그외 출연

### 버라이어티
- 《니노상》 (2013년 4월 24일 ~ , 닛폰 방송, 매주 일요일 12:45 - 13:15)

### 라디오
- 《차파라 ☆ FIGHT 쟈니즈 Jr. 월요일》 (1999년 4월 14일 ~ 1999년 5월 10일, 분카 방송)
- 《한밤의 소년들》 (1997년 10월 ~ 1999년 9월, ABC 라디오)
- 《쟈니즈 Jr.DOKIDOKI 애프터 스쿨》 (1998년 4월 ~ 1999년 9월, 닛폰 방송)
- 《BAY STORM》 (2002년 10월 24일 ~ , bayfm, 매주 일요일 22:00~22:30)

### 다큐멘터리
- 《정열 대륙》 (2007년 5월 6일, 마이니치 방송)

### 일기
- 《게임 일기 (원제;ゲーム日記) 》 (2004년 12월 20일 ~ 2007년 10월 6일)
- 《게임 일기 X (원제;ゲーム日記X) 》 (2007년 10월 7일 ~ 2008년 12월 20일)

## 서적

### 도서
- 〈니노미야 카즈나리 사진집〉 (2003년 3월, 카도카와 서점) ISBN 978-4-04-853556-4
- 〈푸른 불꽃〉 시나리오 북 (2003년 3월, 카도카와 서점) ISBN 978-4-04-873452-3
- 〈영화 & 원작 오오쿠〉 공식 가이드 북 (2010년 9월, 하쿠센샤) ISBN 978-4-592-14800-5
- 〈GANTZ〉 비주얼 북 (2011년 1월, 슈에이샤) ISBN 978-4-08-780592-5

### 잡지 연재
- 〈니노미야 카즈나리의 It “한결 (잇)”〉 (“MORE”, 2009년 1월 ~ )

## 이벤트
- 로손 PRESENTS ALL 쟈니즈 Jr. 1st CONCERT (1998년 2월 1일·11일·15일)
- 쟈니즈 Jr. Summer Concert '98 (1998년 7월 29일·8월 5일·24일)
- 제80회 전국 고등학교 야구 선수권 대회 개회식 (1998년 8월 6일)
- 쟈니즈 대운동회 (1998년 10월 25일)
- 쟈니즈 Jr. Winter Concert (1998년 12월 27일 ~ 1999년 1월 6일)
- Fresh Spring Concert'99 Johnny 's Senior Junior (1999년 5월 2일 ~ 6월 20일)
- 대만 대지진 자선 야구 대회 마치오부 2000 (1999년 12월 18일) - “J2000”로 참여

## 출연 광고(CM)
- JAL ( 2010년 - ) ※아라시
- JCB 카드 ( 2010년 - )
- 닛신 오일리오 그룹 ( 2011년 - )
- 히사미츠 제약 〈살롱 파스〉 ( 2013년 - )
- LION「톱 슈퍼 ＮＡＮＯＸ」( 2016년 2월 - )

## 예전에 출현했던 광고(CM)
- 모리나가 〈에스키모 pino〉 ( 1998년 - 2000년 ) ※아라시
- 부르봉 프티 ( 2000년 ~ 2002년 ) ※아라시
- 맥도날드 ( 2001년 ) ※아라시
- 하와이 STAND UP HAWAII! 캠페인 ( 2002년 ) ※아라시
- 일본 코카콜라〈코카콜라〉( 2003년 ) ※아라시
- 파르코〈그랑 바자〉( 2004년 ) ※아라시
- 카도카와 서점 〈더 텔레비전〉 새해 특대호 ( 2002년 )
- AC 재팬
  - 국제 연합 세계 식량 계획 지원 캠페인 "비스킷" ( 2007년 - 2008년 ) ※나레이션
  - 동일본 대지진 임시 캠페인 ( 2011년 ) ※아라시
- JP 일본 우정그룹(우체국) 연하 캠페인 ( 2007년 - 2008년 )
- Hey! Say! JUMP 〈Ultra Music Power〉 ( 2007년 )
- 하우스식품 ( 2007년 - 2011년 )
  - 〈두유를 반죽한 곤약 국수〉
  - 〈스프 de 누룽지〉
- 기린 음료 〈샤바다바〉 ( 2008년 )
- au by KDDI ( 2008년 - 2012년 ) ※아라시
- 닌텐도 ( 2009년 - 2012년 )
  - 〈New 슈퍼 마리오 브라더스 Wii〉 ※2010년부터 버전은 오노 사토시와 공연
  - 〈마리오 카트 Wii〉 ※마츠모토 준과 공연
  - 〈슈퍼 마리오 갤럭시 2〉 ※아이바 마사키와 공연
  - 〈슈퍼 마리오 3D 랜드〉
  - 〈마리오 카트 7〉 ※아라시 전원 출연
  - 〈닌텐도 3DS〉 ※아라시 전원 출연
  - 〈nintendogs + cats〉 ※사쿠라이 쇼와 공연
- 주식회사 에자이 ( 2010년 - 2012년 )
  - 〈쵸콜라 BB 로얄 T〉
  - 〈쵸콜라 BB 로얄 2〉
- KIRIN
  - 〈탄레이 그린라벨〉( 2010년 - 2013년 ) ※아라시
  - 〈일본의 능숙한 캠페인 2011〉 ( 2011년 ) ※아라시
  - 〈기린 이치방 시보리〉( 2014년 - 2017년 ) ※아라시
- 에자키 글리코 〈포키〉 ( 2011년 - 2015년 8월 )
- 닛산 ( 2012년 - 2015년 ) ※아라시
- 넥스트「HOME'S」( 2015년 8월 - 2016년 8월）

## 같이 보기
- 아라시
- 자니즈 사무소
- 제이 스톰